# Gabriele Falloppio
Gabriele Falloppio, italijanski zdravnik in anatom, * 1523, Modena, † 9. oktober 1562, Padova.
1. ↑  data.bnf.fr: platforma za odprte podatke — 2011.
2. ↑  Record #117498564 // Gemeinsame Normdatei — 2012—2016.